# Palacio de Justicia de los Estados Unidos Thomas F. Eagleton
El Thomas F. Eagleton United States Courthouse es un rascacielos de la ciudad de San Luis, en el estado de Misuri (Estados Unidos). Es e el palacio de justicia más grande de Estados Unidos. Es la oficina principal del Tribunal de Distrito de los Estados Unidos para el Distrito Este de Misuri y del Tribunal de Apelaciones de los Estados Unidos para el Octavo Circuito. Fue nombrado en honor al senador estadounidense Thomas F. Eagleton.
El tribunal tiene 29 pisos de altura y una superficie de 91.767,3 m². Es el quinto edificio habitable más alto de Misuri . Está ubicado en el centro de San Luis en 111 South 10th Street. El exterior del palacio de justicia sigue un esquema tripartito clásico, un esquema que utiliza el concepto de apilamiento de dos niveles. Su altura es de 170 m. La construcción del edificio se completó en 2000. Los arquitectos involucrados en el edificio fueron Hellmuth, Obata & Kassabaum y EDM Incorporated. La construcción del edificio costó 186 millones de dólares.